# Lake Dunlap
Lake Dunlap es un lugar designado por el censo ubicado en el condado de Guadalupe en el estado estadounidense de Texas. En el Censo de 2010 tenía una población de 1.934 habitantes y una densidad poblacional de 441,06 personas por km².

## Geografía
Lake Dunlap se encuentra ubicado en las coordenadas 29°39′56″N 98°4′53″O / 29.66556, -98.08139. Según la Oficina del Censo de los Estados Unidos, Lake Dunlap tiene una superficie total de 4.38 km², de la cual 4.01 km² corresponden a tierra firme y (8.62%) 0.38 km² es agua.

## Demografía
Según el censo de 2010, había 1.934 personas residiendo en Lake Dunlap. La densidad de población era de 441,06 hab./km². De los 1.934 habitantes, Lake Dunlap estaba compuesto por el 87.28% blancos, el 2.07% eran afroamericanos, el 1.09% eran amerindios, el 0.05% eran asiáticos, el 0% eran isleños del Pacífico, el 6.36% eran de otras razas y el 3.15% pertenecían a dos o más razas. Del total de la población el 34.23% eran hispanos o latinos de cualquier raza.